# Caída de los ángeles rebeldes
La caída de los ángeles rebeldes es un óleo del pintor renacentista flamenco-holandés Pieter Brueghel el Viejo, realizado en 1562. Actualmente es conservado y exhibido en los Museos Reales de Bellas Artes de Bélgica en Bruselas.

## Descripción
Pintado a lo largo del año 1562, la representación de Brueghel de este tema se inspira en un pasaje del Apocalipsis (12, 2-9) y revela la profunda influencia de Hieronymus Bosch, especialmente en las figuras grotescas de los ángeles caídos, caracterizados como monstruos mitad humanos, mitad animales.Comparar detalles en galería Junto a Dulle Griet y El triunfo de la Muerte, de dimensiones similares, La caída de los ángeles rebeldes fue probablemente pintada para el mismo coleccionista y destinada a formar parte de una serie.
La composición, con una figura central situada entre muchas figuras menores, fue repetida por Brueghel varias veces alrededor de esos años, no sólo en otras pinturas como Dulle Griet sino también en una serie de grabados de los Vicios y las Virtudes que él había completado para el editor de Amberes Hieronymus Cock. El conflicto entre el bien y el mal, el vicio y la virtud, es un tema recurrente en la obra de Brueghel: en este cuadro, el Arcángel Miguel y sus ángeles son representados en el acto de expulsión de los ángeles rebeldes del Cielo; fue el Orgullo el pecado que causó la caída de Lucifer y sus compañeros.

## Galería de detalles
|                |
| Un ángel bueno |

|                |
| Ángeles caídos |

|                              |
| Luchando contra los rebeldes |

|                    |
| El arcángel Miguel |

|          |
| Demonios |

|                 |
| La Gran Batalla |

|                                         |
| Monstruos mitad humanos, mitad animales |